# Paidha
Paidha – miasto w Ugandzie, w dystrykcie Zombo.